# Ley Orgánica de Ordenación General del Sistema Educativo de España
La Ley Orgánica General del Sistema Educativo (LOGSE), de 3 de octubre de 1990 (publicada en el BOE de 4 de octubre) es una ley educativa española, promulgada por el gobierno del PSOE y que sustituyó a la LODE (Ley Orgánica del Derecho a la Educación en vigor desde 1985) y modificó notablemente la estructura educativa establecida desde la Ley General de Educación (España) de 1970. Fue derogada por la ley Orgánica de Educación (LOE), en el año 2006.

## Antecedentes
El retraso de España respecto a Europa en diversos aspectos hizo que, tradicionalmente, la educación pública en el país no se encontrara tan avanzada como en otros países de su entorno. No fue hasta el siglo XIX cuando se comenzó a regular la instrucción pública como institución que posibilitara una educación global de la persona. Ya en las Cortes de Cádiz de 1810 empezaron los primeros debates sobre la necesidad de una ley educativa.

### Ley Moyano (1857)

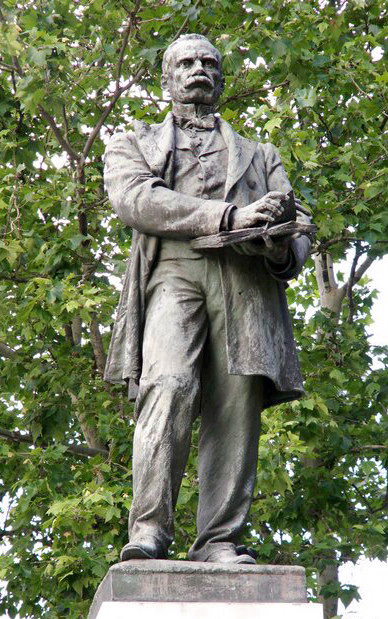
Estatua de Claudio Moyano en la cuesta homónima de Madrid.

La primera intención de modernizar los sistemas educativos españoles apareció con la Ley Moyano de 1857 que entre sus intenciones tenía las de delimitar la fuerte influencia de la Iglesia española en la educación, legislar la educación de carácter privado en las etapas de primera y segunda enseñanza, e implantar una metodología más científica en la segunda enseñanza. 
Los presupuestos liberales de esta ley se mantuvieron durante casi un siglo pero los avances profundos fueron lentos o inexistentes debido a la inestabilidad política en las décadas siguientes: la dictadura de Primo de Rivera, el breve período de la Segunda República Española, y el régimen de Franco.

### Ley General de Educación  (1970)
A mediados del siglo XX, con la dictadura, se asentó la enseñanza con marcado carácter religioso, cívico y patriótico, tal como se aprecia en la Ley de Educación Primaria de 1945. Sin embargo, dos décadas después, surgió una nueva conciencia de acercarse a postulados más europeos, basándose en criterios tecnológicos, económicos, sociales y, por supuesto, pedagógicos. Concluyó todo ello con la decisión de hacer una reforma más profunda del sistema educativo. Así, en 1970, promovida por el ministro de Educación Villar Palasí, se promulgó la Ley General de Educación (LGE). José Luis Villar Palasí, asumió el ministerio de educación el 18 de abril de 1968.Se política estaba basada en solucionar el problema que hasta ahora arrastraba la educación en las universidades. Se elaboró un libro llamado Libro Blanco en  el cual se hablaba de las reformas pertinentes que se debían de realizar para mejorar la educación. Se tomó como base de esta ley de educación el libro blanco al cual se le realizaron unas series de cambios y sería aprobada el 4 de agosto de 1970.Esta ley también era conocida como la ley de Villar Palasí. En esta ley se estructuraba todo el sistema educativo que había hasta el momento en España. Esta ley aspiraba a superar los conflictos internos en los que el sistema había fracasado. Por otro lado esta ley pretendía adaptarse a la sociedad y la economía que había en estos momentos. Ahora vamos a pasar a comentar algunos de los aspectos más destacados de esta ley. La LGE, incluyó entre sus artículos que la enseñanza fuera obligatoria y se impartiera de forma gratuita para acabar así con el analfabetismo de la sociedad y darle la oportunidad a todas las personas que residan en España de recibir una educación. También se pretendía que el bachillerato llegara en algún momento a volverse gratuito. El sistema educativo, los docentes  y los alumnos debían de contribuir para perfeccionar esta ley. En cuanto a otro de los aspectos que abordaba era el de la educación especial, para de esta manera incorporar en la enseñanza a personas que tuvieran un  problema para abrirle paso en un futuro en sus vida laboral, que sean independientes, etc. Se diseña un sistema educativo unitario y flexible, el cual se dividía en preescolar (de 2 a 5 años), la educación general básica (6-13), tras completar esta etapas el alumno recibiría un graduado si aprobaba y acceder al bachillerato, mientras que recibiría un certificado de escolaridad si fracasaba en los estudios solo podría acceder a la formación profesional básica. Tras realizar el bachillerato se podría acceder a la enseñanza universitaria.
Esta generalizó la educación obligatoria desde los seis años de edad hasta los catorce y buscó una separación del Estado en cuanto a que la enseñanza no fuese subsidiaria de éste. Otro aspecto importante fue el intento de construir una Formación Profesional más adecuada a las demandas reales del mercado laboral. "La preocupación técnico-pedagógica iba a estar muy presente en ese hito que la ley y la reforma suponen.” Por ejemplo, “Enfoques propuestos como una educación personalizada y la formación integral del estudiante”, (pág. 69, párr.2), así como la creación de los Institutos de Ciencias de la Educación (ICE), en cada universidad, para dinamizar la reforma, la formación inicial del profesorado de bachillerato y universitario (Certificado de Aptitud Pedagógica - CAP- y la formación permanente del profesorado de todos los niveles … Estos autores señalan que las intenciones o fines de la ley son, en resumen, éstos:

Lograr un criterio de unidad e interrelación distintos niveles, ciclos y modalidades del sistema educativo, producir una adecuación de contenidos y métodos educativos a la evolución psicobiológicas de los alumnos, proceder de una revisión y actualización periódica de planes y programas, construir un servicio continuado de orientación educativa, contemplar una valoración del rendimiento educativo referida no sólo al aprovechamiento, sino a la acción de los propios centros escolares”…
 Ramón López Martín  y Alejandro Mayordomo (pág. 70, párr.2).

La construcción por parte de los tecnócratas, teniendo como premisa las ansias de desarrollo y el bienestar económico, supuso un cambio tecnológico y sociocultural, haciendo que el franquismo se adaptara a los nuevos tiempos y cambiara "sus criterios de legitimación política; de la Iglesia y el Movimiento, a la ciencia y la técnica como pilares legitimadores del régimen". Ahora bien, según estos autores, este cambio sociopolítico, sobre todo con el punto de llegada tecnocrático que supuso la Ley General de Educación de 1970, "tendrá efectos no controlados, con modificaciones y cambios culturales imprevistos. Sin duda, la desconexión —cuando no enfrentamiento— entre las orientaciones políticas y las propuestas curriculares, alcanzará su máximo grado” (pág. 83, párr.3).

### Nuevas Leyes
Entre finales de los años 1970 y los años 1990 se produjo una nueva etapa de reforma ya que España se había convertido en un país democrático y el sistema educativo imperante debía cambiar. 
En 1980 el gobierno de UCD promulgó la Ley Orgánica por la que se regula el Estatuto de Centros Escolares (LOECE).
Con los posteriores gobiernos del PSOE aparecieron también:
- La Ley Orgánica 8/1985, de 3 de julio, reguladora del Derecho a la Educación (LODE).
- La LOGSE en 1990
- y finalmente en 1995 la Ley Orgánica de Participación, Evaluación y Gobierno de los centros docentes (LOPEG).
- La LOCE, 2002: itinerarios formativos diferentes en Educación Secundaria y Bachillerato, reválida al final de Bachillerato, la asignatura de religión computable y algunos cambios en los currículos formativos de la etapa de Educación Infantil.
- La LOE, 2006: Esta ley introducía la asignatura de Educación para la Ciudadanía y los Derechos Humanos.
- La LOMCE, 2013: Plena validez académica a la asignatura de religión

## Modelo de enseñanza

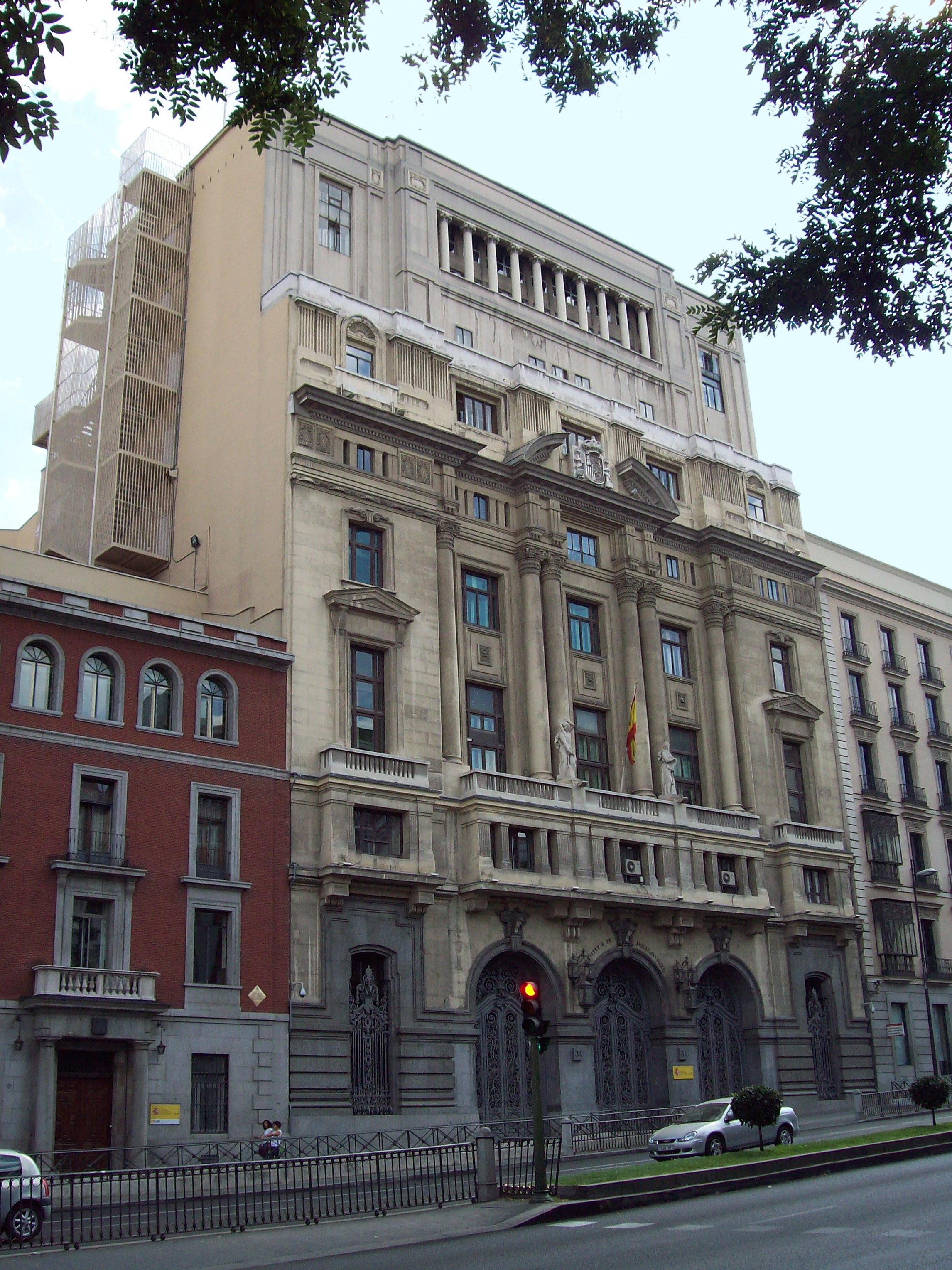
Sede del Ministerio de Educación en Madrid. Al contrario que otras leyes anteriores, la LOGSE ofrecía un modelo descentralizado en el que el MEC ofrecía los DCB y las comunidades autónomas con competencias lo desarrollaban mediante decretos para cada etapa educativa.

El punto de partida de la ley es el Artículo 27 de la Constitución Española de 1978:

1. Todos tienen el derecho a la educación. Se reconoce la libertad de enseñanza.

2. La educación tendrá por objeto el pleno desarrollo de la personalidad humana en el respeto a los principios democráticos de convivencia y a los derechos y libertades fundamentales.
3. Los poderes públicos garantizan el derecho que asiste a los padres para que sus hijos reciban la formación religiosa y moral que esté de acuerdo con sus propias convicciones.
4. La enseñanza básica es obligatoria y gratuita.
5. Los poderes públicos garantizan el derecho de todos a la educación, mediante una programación general de la enseñanza, con participación efectiva de todos los sectores afectados y la creación de centros docentes.
6. Se reconoce a las personas físicas y jurídicas la libertad de creación de centros docentes, dentro del respeto a los principios constitucionales.
7. Los profesores, los padres y, en su caso, los alumnos intervendrán en el control y gestión de todos los centros sostenidos por la Administración con fondos públicos, en los términos que la Ley establezca.
8. Los poderes públicos inspeccionarán y homologarán el sistema educativo para garantizar el cumplimiento de las Leyes.
9. Los poderes públicos ayudarán a los centros docentes que reúnan los requisitos que la Ley establezca.

10. Se reconoce la autonomía de las Universidades en los términos que la Ley establezca.

Se ha dicho que la LOGSE supuso la puesta en marcha de un sistema educativo basado en los principios constitucionales e inició una gestión democrática de los centros. y que la ley fue la primera que estableció un sistema descentralizado de enseñanza en España al permitir que las comunidades autónomas no sólo gestionasen los centros educativos, sino que pudieran redactar un porcentaje muy importante de los contenidos curriculares. 
Se era consciente de la necesaria incorporación a postulados europeos y la necesidad de asumir un modelo más acorde a los nuevos cambios tecnológicos surgidos en educación. Así, se optó por potenciar un sistema de enseñanza de metodología constructivista con lo que se denominaba un modelo de currículo abierto y flexible con diferentes niveles de concreción (Leyes estatales o autonómicas, centro, aula o incluso alumno en particular), y adaptando los contenidos a los conocimientos y esquemas psicológicos de los alumnos. 
Otros aspectos importantes fueron:
- El papel relevante que se le dio a los Consejos Escolares en los centros, adquiriendo éstos capacidad para elegir a los directores, capacidad que quedaría sistematizada en la LOPEG de 1995, en detrimento de los Claustros de profesores.

- Introdujo la promoción automática del profesorado en determinadas circunstancias.
- Reguló la Educación Especial para alumnado con Necesidades educativas especiales,[8] la Educación de adultos.
- Desarrolló la calidad de la enseñanza, estableciendo los Centros de Profesores (CEP) para la Formación permanente del profesorado.
- Se definió la función de inspección y la acción tutorial/orientación,
- Se fomentó la compensación de desigualdades en la educación en los centros de especial dificultad por su entorno sociocultural o se redujo la ratio escolar.

### Estructura
Dentro de lo que se denominaba el «Régimen General» las enseñanzas se conformaban en diferentes etapas:
- Educación Infantil. Gratuita aunque no obligatoria. Comprendía las edades de entre cero y seis años en dos ciclos educativos y con carácter tanto asistencial como educativo.
- Educación Primaria Obligatoria. Para alumnado entre los seis y los doce años, dividida en tres ciclos: inicial (1º y 2º de primaria), mediano (3º y 4º de primaria) y superior (5º y 6º de primaria). Este no entró en vigor hasta el curso 1994-1995.
- Educación Secundaria Obligatoria. Para alumnado de entre doce y dieciséis años y estructurada en dos ciclos ofreciendo como novedad ante leyes anteriores la instauración de la enseñanza obligatoria hasta esa edad. A su término se obtenía el título de Graduado en ESO. Este no entró en vigor hasta el curso 1994-1995.

A su término se encontraba el Bachillerato en dos años y se crearon modalidades: 
- Artes
- Tecnológico
- Humanidades y Ciencias sociales
- Ciencias de la Salud

Cada una de ellas capacitaba para cursar diferentes estudios universitarios, una vez superada la PAU, prueba de acceso a la Universidad, más conocida como selectividad. Pudiéndose optar también por la Formación Profesional Específica. Otras novedades de la ley cabe señalar la definitiva incorporación de las enseñanzas artísticas en el sistema general, no solo por la modalidad de Artes del Bachillerato, sino por la existencia de su Título II, dedicado a estas enseñanzas.

### Centros privados y concertados
Los centros de educación privados concertados son centros creados por iniciativa de la sociedad civil pero sostenidos con fondos públicos. Estos centros, por una parte, dan respuesta a la imposibilidad del sistema público de enseñanza de atender a la demanda escolar existente y, por otra, responden a la exigencia constitucional (artículo 27.1 de la Constitución Española) de libertad de enseñanza, es decir, de la libertad de los padres de familia de elegir el tipo de escuela a la que quieren que asistan sus hijos, para la cual es imprescindible superar los obstáculos económicos para una elección libre.
Esta Ley preveía la existencia de centros de educación públicos, centros de educación privados y centros de educación privados concertados. 

### La enseñanza religiosa
El Artículo 27 de la Constitución Española reconoce la libertad de culto y la obligación de los poderes públicos de garantizar «el derecho que asiste a los padres para que sus hijos reciban la formación religiosa y moral que esté de acuerdo con sus propias convicciones», para lo cual «se reconoce a las personas físicas y jurídicas la libertad de creación de centros docentes».
Por otra parte la ley quiso que la enseñanza religiosa tuviera el espacio en el sistema educativo que la Constitución le reservaba.
Así en su disposición adicional segunda se establecía:

La enseñanza de la religión se ajustará a lo establecido en el acuerdo sobre enseñanza y asuntos culturales suscito entre la Santa Sede y el Estado español y, en su caso, a lo dispuesto en aquellos otros que pudieran suscribirse con otras confesiones religiosas. A tal fin, y de conformidad con lo que dispongan dichos acuerdos, se incluirá la religión como área o materia en los niveles educativos que corresponda, que será de oferta obligatoria para los centros y de carácter voluntario para los alumnos.

La constitucionalidad de este artículo (si está en efecto de acuerdo con la aconfesionalidad predicada por la Constitución, que en su artículo 16 establece que «los poderes públicos tendrán en cuenta las creencias religiosas de la sociedad española y mantendrán las consiguientes relaciones de cooperación con la Iglesia Católica y las demás confesiones») fue puesta en tela de juicio en numerosas ocasiones.

## Valoración crítica
Cuidado

Requiere una introducción y redacción más contextualizada, considerando los problemas reales y percibidos de la LOGSE, sus causas, reacciones sociales o del profesorado y sus hipotéticas alternativas, sin que sea un comentario sesgado en una sola dirección o argumento

 Neutralícese
Conviene, no obstante, señalar, antes del nombramiento del ministro de educación Javier Solana, sobre la tylerización de la reforma y el enfoque psicologista por parte de Marchesi y de Coll, lo que expuso José Gimeno, uno de los principales ideólogos de la reforma en tiempos de Maravall: “Era un planteamiento tecnocrático que ya había sido planteado por otras corrientes. Tyler ya había propuesto un esquema de organización del currículum. César Coll rescató las teorías de redacción de objetivos y el constructivismo pasado por su túrmix particular" (Varela, 2007: 38).
Julio Anguita fue un detractor de la LOGSE:

"hubo una parte de la izquierda que en nombre de la izquierda y más bien por resquemor contra la dictadura arrambló con todo. Arrambló con el método de estudio, con el sentido del rigor, con el valor del esfuerzo, con la importancia de la memoria. Oiga usted, la memoria hay que cultivarla. Lo malo de la memoria es que se degrade en memorieta, en aprendizaje sin comprensión. (...)todo planteado de manera muy bonita, por una parte, y por otra desde la justificación de que eso era lo que el mercado quería. Fue un crimen. Y, claro, se ha notado. Se ha notado terriblemente, porque vemos ahora que los estudiantes se cansan. Dos páginas de lectura ya les agotan. ¡Dos páginas! Y es verdad que están agotados. Pero también hay que tener en cuenta que su mundo está lleno de incitaciones, de imágenes que les perturban la concentración necesaria."

También Pérez-Reverte:

En mi opinión, los inventores de la Logse deberían ser ahorcados si hubiera un juicio de Nuremberg educativo y cultural en España.

## Derogación y nuevas leyes
Los cambios económicos, sociales y tecnológicos ocurridos desde la implantación de la LOGSE y las críticas hacia ella desde diversos grupos fomentaron la necesidad de una nueva ley que fomentara entre otros valores los de la cultura del esfuerzo y la disciplina en el aula y contemplara desde una perspectiva más actual el uso de las nuevas tecnologías de la información y la comunicación.
En 2002 fue promulgada una nueva ley educativa, la Ley Orgánica de Calidad de la Educación (LOCE). Aunque poseía un carácter constructivista difería sustancialmente con la ley anterior en aspectos como la atención a la diversidad.